# Portopí

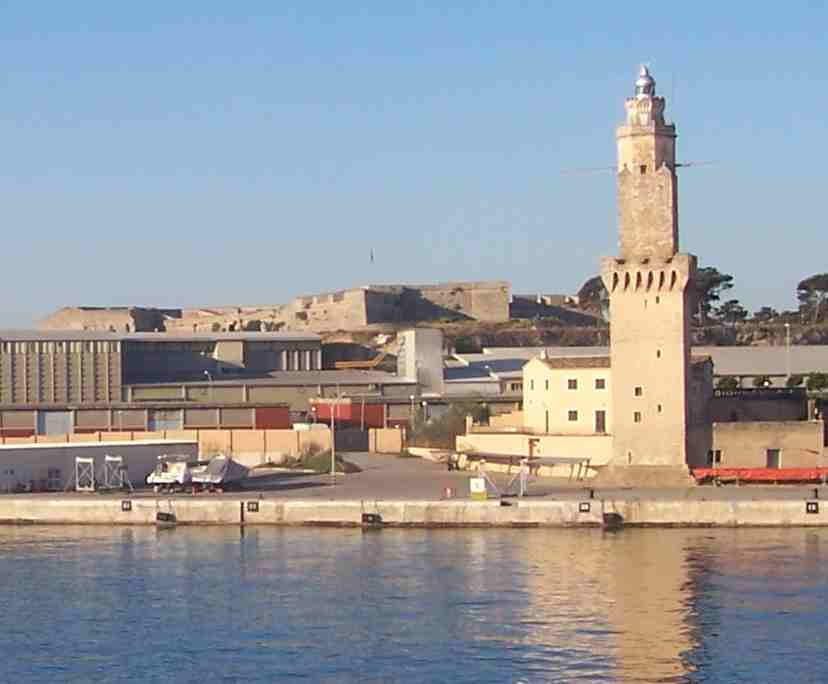
Puerto de Portopí (poniente). Torre de Señales con el Castillo de San Carlos a la izquierda.

Portopí es un barrio situado en el Distrito Poniente de Palma de Mallorca, capital de las Islas Baleares, en España.
Está atravesado por la avenida de Joan Miró y situado entre el final del paseo Marítimo y Cala Mayor, al oeste de la ciudad, que toma el nombre de una cala larga y estrecha, resguardada del viento por la Sierra de Na Burguesa.
Como su nombre indica ('port del pi', puerto del pino en castellano), desde la antigüedad y hasta la Edad Moderna la cala fue el puerto de la ciudad y de este uso quedan importantes monumentos. A pesar de que su tamaño se ha reducido por los depósitos de sedimentos del torrente que desembocaba, en la zona llamada la Culassa, desde la guerra civil es de uso militar.
En este lado de la ciudad, ha aparecido una zona de actividad ludicocomercial que se ha añadido al uso residencial, desapareciendo el uso industrial. Al lado de la cala encontramos, también, el Laboratorio Oceanográfico, el Centro Meteorológico de Baleares, un museo de maquinaria de faro en la Torre de Señales (o Torre de Senyals) y el Museo Militar en el Fuerte de San Carlos. Tras la Culassa hay un importante nudo de vías de comunicación. El barrio de Portopí está delimitado por los barrios de El Terreno, La Bonanova y Cala Mayor.

## Etimología

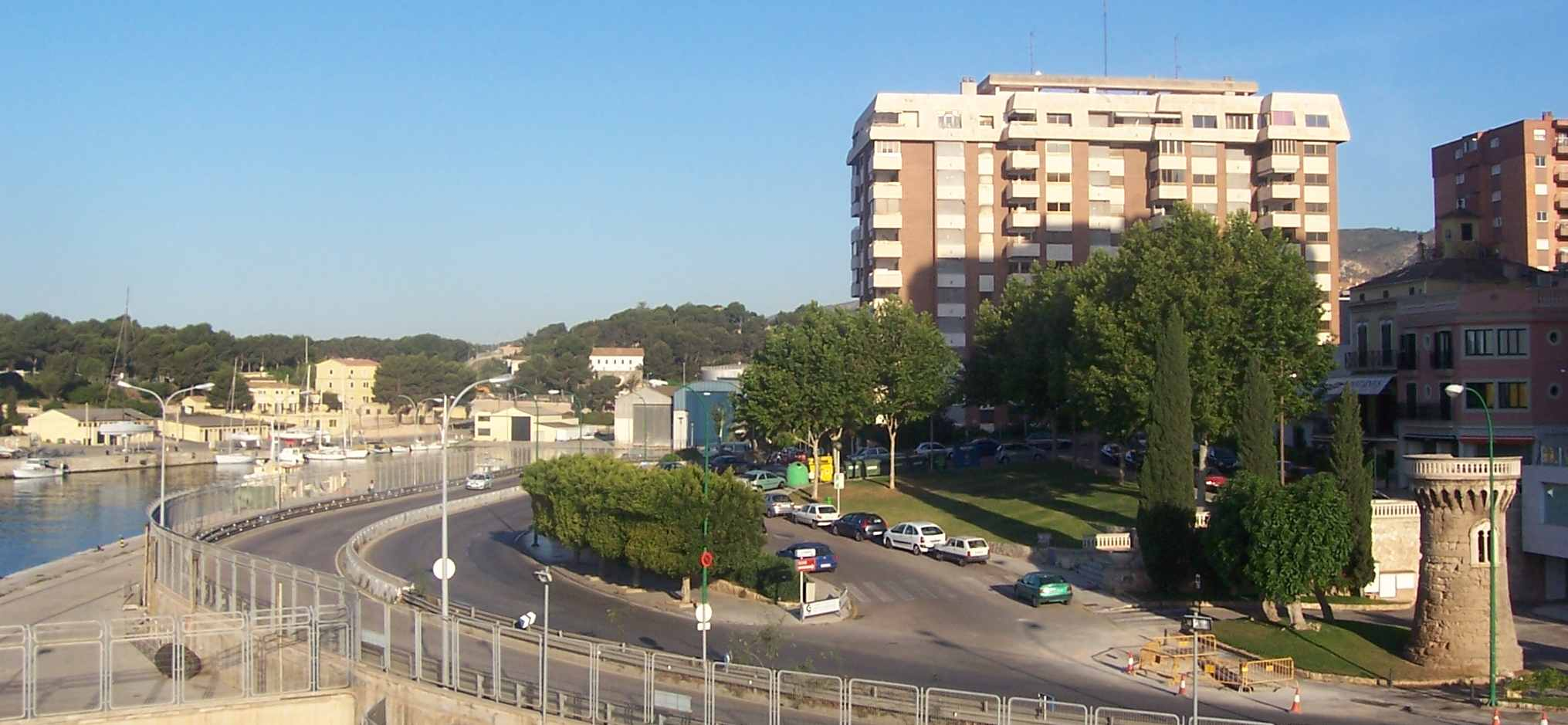
Culassa de Portopí.

Actualmente es normal ver escrito el topónimo Portopí, en dos palabras. Hay que escribirlo en una, porque no se trata de un compuesto. No existe en catalán la palabra Porto, por lo que en la versión catalana del Llibre del Repartiment se ve que entendieron al oír la palabra en el siglo XIII los conquistadores catalanes: sólo port. Y, como consecuencia de ello, el topónimo completo que entendieron, según la versión catalana, fue Port Tupí y Port Topi. En la versión latina del mismo libro, en cambio, se encuentra Portis Pini, de acuerdo con la etimología. Por otra parte, la pronunciación antigua y tradicional de Portopí en Mallorca eraportupí, con una u que tanto podía proceder de la pronunciación árabe, como del cierre de la o cuando va seguida de t. Esta u y la mencionada inexistencia de la forma Porto en catalán, hicieron que se llegase a la división en port y tupí, o con el segundo elemento corregido después en "topí". 
La identificación del topónimo con las palabras port y pi es antigua, dado que aparece en la versión latina del topónimo, documentada primero en el Liber maiolichinus: "portum de nomine Pini" y luego en el Llibre del Repartiment. 
Imitando la estructura de los topónimos Portopí, Porto Colom, Porto Petro, en Mallorca, y Portosalé, en Formentera, se creó Porto Cristo y, a finales del siglo XX, con influencia más tost de topónimos italianos (como Porto Conte, en castellano Puerto del Conde, en el Alguer), se han creado nuevos topónimos en zonas turísticas (Hotel Porto Sóller, Porto Portals).

## Historia
En la zona interior de Portopí se han hallado placas de plomo de la época talayótica y restos romanos como, por ejemplo, un yacimiento submarino de ánforas y los restos de la Torre de Paraires. El puerto ya aparece con el nombre actual latinizado en la crónica de conquista aragonesapisana de Ramón Berenguer III (Liber Maiolichinus de Gestis Pisanorum Illustribus, 1114) ("adeunt portum de nomine Pini", III,212), aparición que confirma que el topónimo Portopí es preislámico.

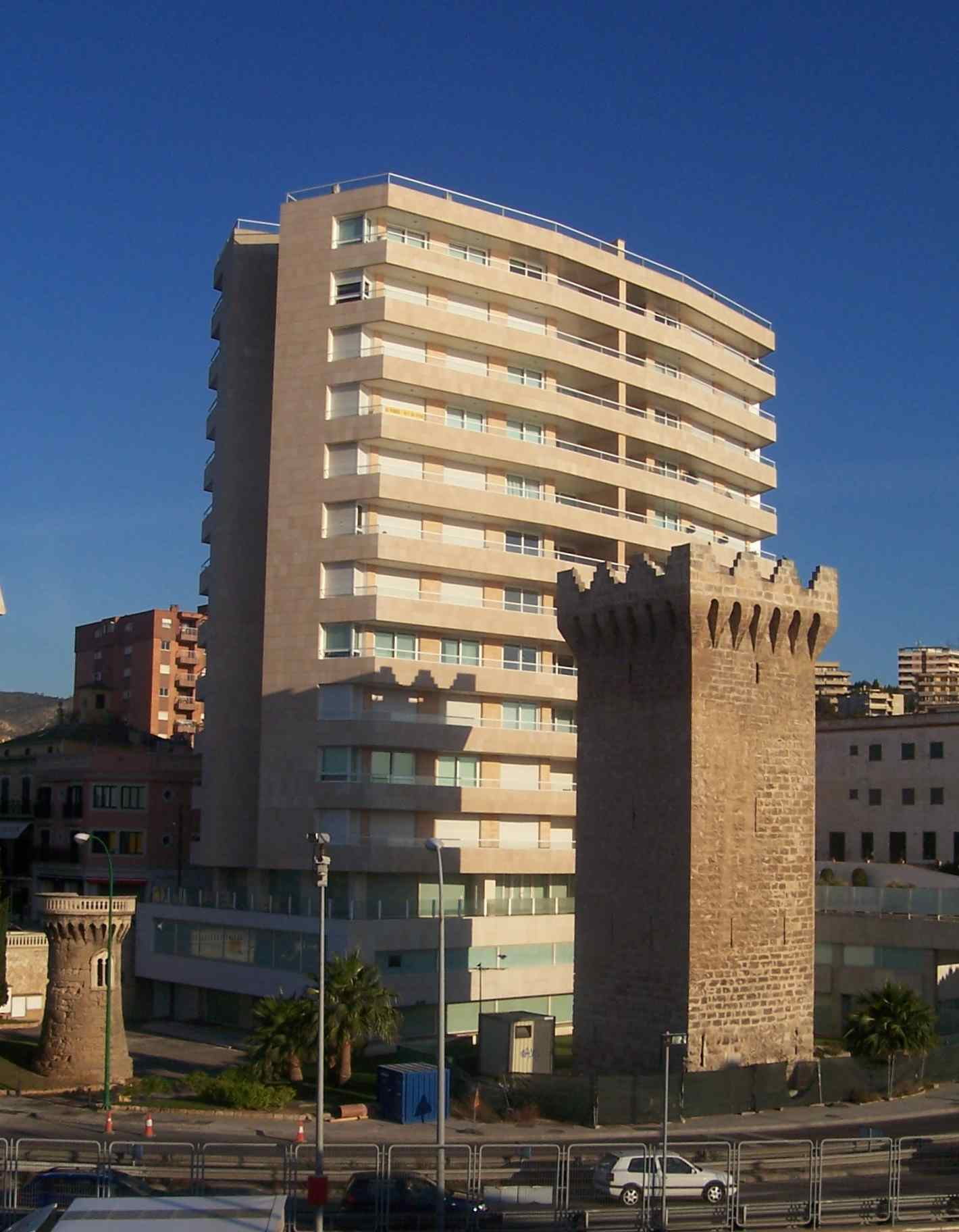
Torre de Paraires, con el entorno urbanizado.

Por la situación estratégica de Portopí, el ejército aragonés de Jaime I ocupó Mallorca en 1229. Tras la conquista, Portopí fue nombrado en el 'Libro del Repartimiento de Mallorca' (Port de Pi, Port Topí, Port Tupí). Pedro IV de Aragón, según su crónica(libro 3, párrafo 33), también hizo atracar su flota, en 1343, en la expedición para reincorporar el Reino de Mallorca a la Corona de Aragón. Después sufrió diferentes ataques, como el genovés de 1412, por eso en la torre ahora llamada de Peraires se añadieron otras cinco, una de las cuales recibía el nombre de la cadena que por la noche se ataba para cerrar la cala. En el año 1331 había un pelotón de sirvientes con dos trabuquetes y se promulgaron unas ordenanzas sobre las guardias de noche en los barcos, las torres y los ingenios, y en 1443 en la torre de Paraires había el siguiente armamento: 2 bombardas, 2 bombardas mediadoras, 10 buçons, 5 ballestas, 10 lanzas largas, 6 lanzas manereses o manuales y munición para las armas de fuego. Aparte de esto, durante toda la Baja Edad Media hubo una gran preocupación de las autoridades para sacar los sedimentos del fondo con el escuró. En el año 1613 se empezó a construir la fortaleza de San Carlos, que cruzaba su fuego con la torre del jefe del Muelle, ubicada bajo el castillo de la Almudaina.
La cala de Portopí fue una zona residencial, con grandes casas construidas a su orilla, desde la segunda mitad del siglo XIX y su playa se convirtió en la zona de baño de les clases altas de la ciudad, gracias al tranvía.
En 1906 se instaló el primer laboratorio oceanográfico, que con diferentes nombres ha permanecido hasta la actualidad. También hubo una cantera para la construcción del nuevo puerto, donde después se construyó una fábrica de adobos químicos (1913). Juan March amplió esta fábrica en 1923, a pesar de las protestas de los vecinos, y en 1925 pasó a ser una instalación petrolífera, complementada en 1927, por los depósitos de combustible de CAMPSA, instalados al lado.
Alrededor de 1955 se construyeron varios hoteles, pero con la construcción del Paseo Marítimo de Palma de Mallorca y la intensificación de la actividad en la base naval, cesó la actividad hostelera. Entre 1960 y 1970 hubo la mayor ocupación urbana y el 'Night Club Tagomago' que estuvo hasta 1980 un punto de atracción de la población autóctona y de los turistas, como continuación de la zona de la plaza Gomila (el Terreno).
Desde 1995, donde estaban situadas la cantera y la fábrica, hay un gran centro lúdico y comercial, ya que Portopí tiene mucho tráfico, por su situación en el extremo del Paseo Marítimo y porque se juntan la calle Joan Miró, la carretera del dique del Oeste y la autopista de Poniente.
El uso militar de Portopí y su proximidad al Palacio de Marivent han hecho que en la cala estén las embarcaciones de la Familia Real Española. Aprovechando este hecho, ETA planeó un atentado contra el rey Juan Carlos I en verano de 1995, desde un piso en los alrededores, pero la policía logró impedirlo.

## Monumentos

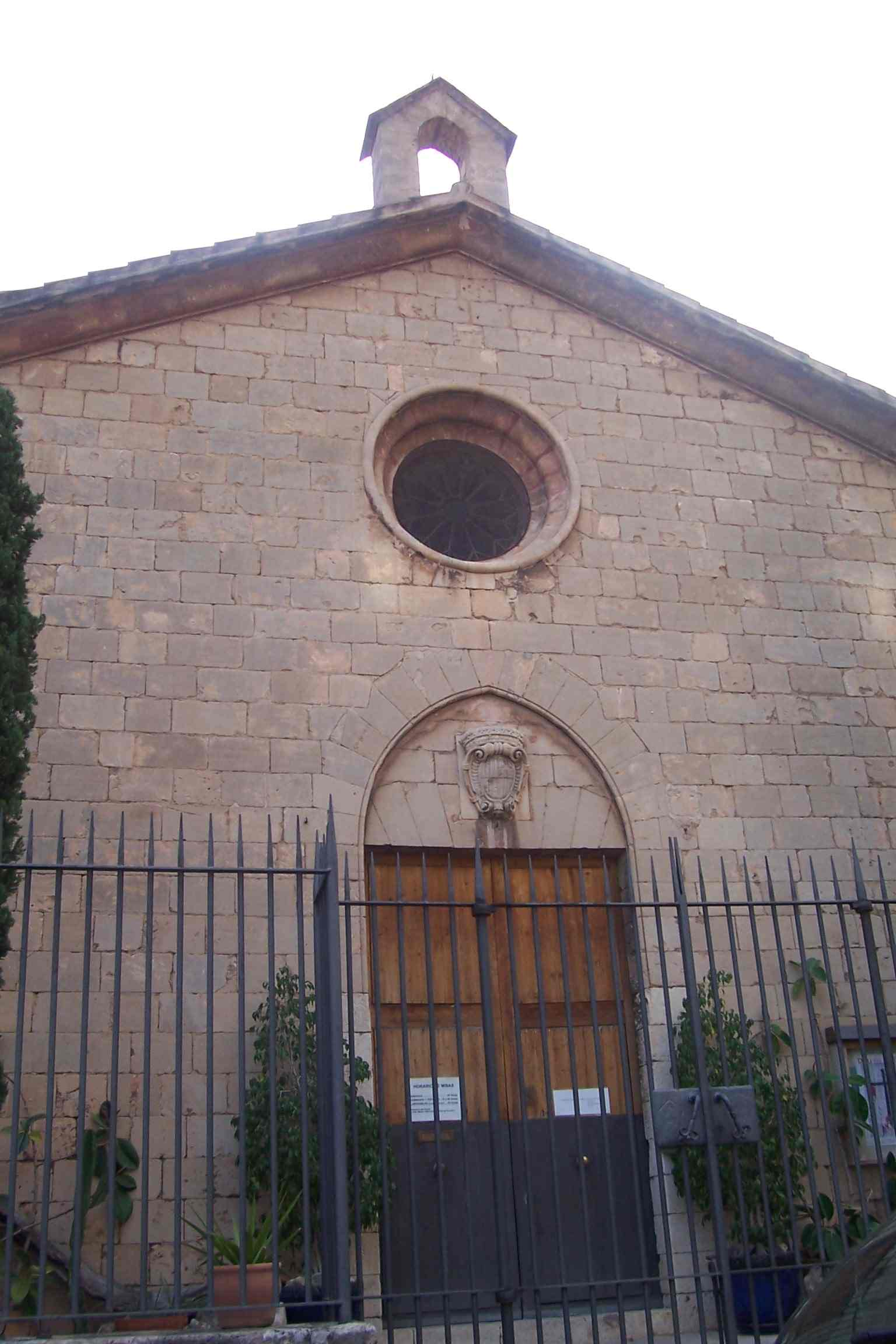
Capilla de San Nicolás de Portopí.

A cada lado de la entrada del puerto de Portopí hay una torre, de las cinco que llegó a haber en total: al este la torre de Paraires, con restos de la época romana, protegida como monumento nacional desde el año 1876, y, al oeste, la torre de Señales, con un faro construido en 1612. Ambas se caracterizan por sus merlets, como los de la lonja y otros edificios de la ciudad. A pesar de la protección de la Torre de Paraires, que llegó a ser restaurada, se ha destruido su entorno, con altas fincas de pisos a los lados; todo lo contrario que la torre de Señales que al estar situada en la zona militar, fue protegida de la urbanización. En cuanto al nombre de la torre de Señales, o de Portopí, viene de los diferentes sistemas que se han instalado a lo largo de los años para avisar a la ciudad de la llegada de barcos, del lado por donde entraban, de su número y de su tipo. Primero hubo un sistema de bolas negras, como en Montjuïc (Barcelona), después unas pantallas de tela y, desde 1869, se emplea un código de banderas.

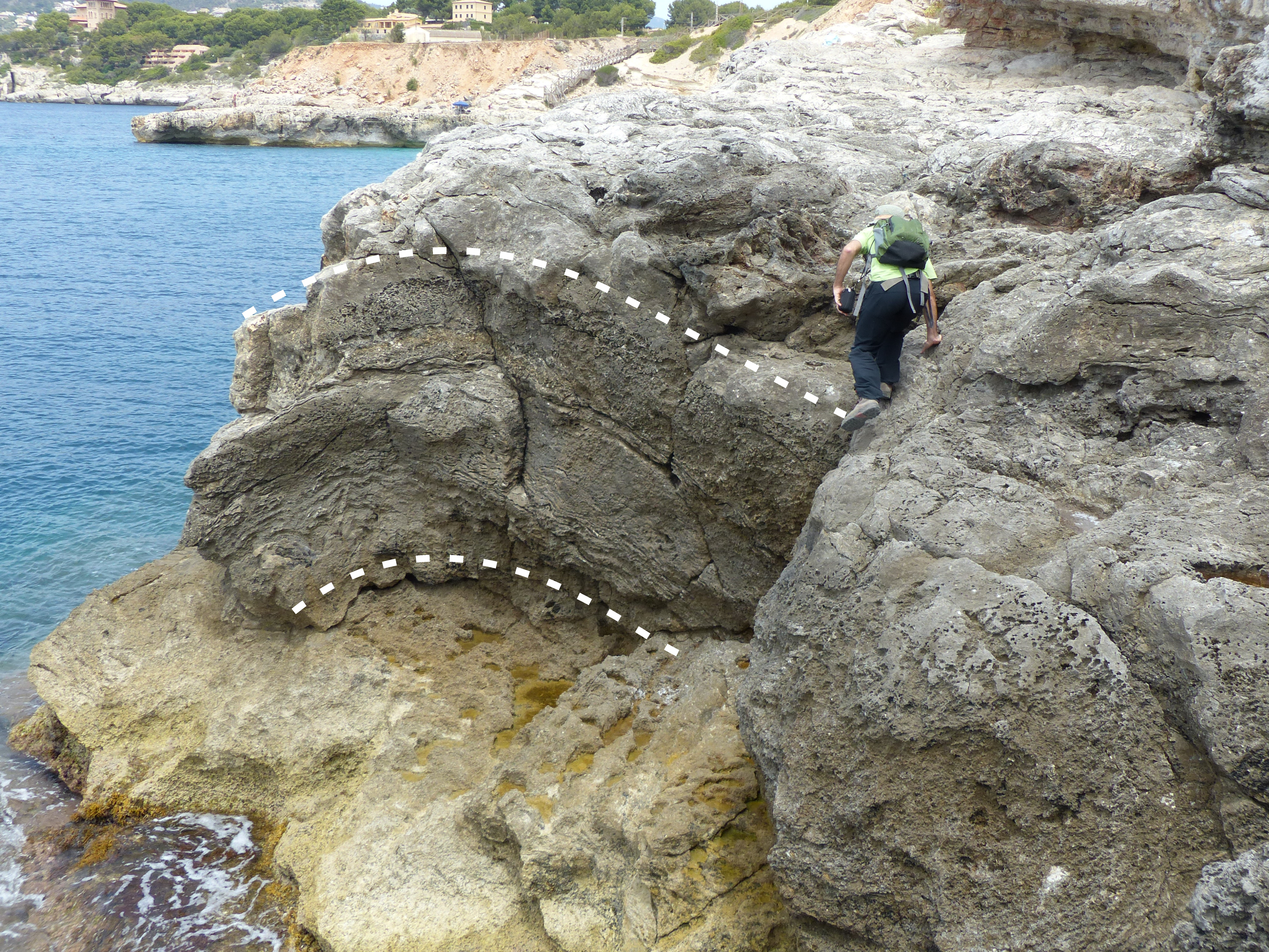
Una de las "microbialitas gigantes" de Portopí (delimitada por líneas discontinuas blancas), con el Palacio de Marivent al fondo.

Más allá de la torre de Señales está situado el Fuerte de San Carlos, actualmente reconvertido en Museo Militar. En el núcleo original de este castillo, construido en 1613, se incorporó una de las torres de Portopí, la cual hizo de faro hasta el siglo XVIII. Cerca de la torre de Paraires se encuentra la capilla de San Nicolás (1246), cedida en 1249, por Jaime I a la ciudad y dedicada al patrón de los marineros. Entre 1880 y 1890 se demolió la capilla para ampliar la cantera y se construyó una nueva capilla, que volvió a ser trasladada a finales del siglo XX para la construcción de un centro comercial.
En cuanto a monumentos naturales, en los acantilados al sur de la base naval de Portopí, afloran algunos de los pocos ejemplos de "microbialitas gigantes" (de hasta 15 metros de ancho y 10 metros de altura) formadas durante el Fanerozoico.Forman parte de una unidad rocosa conocida como Calizas de Santany, de edad Messiniense.

## Ramón Muntaner y Portopí
Ramón Muntaner explica en su Crónica la historia de un almogávar de Segorbe que en la noche de Navidad de 1285, estando en el porche de la capilla de San Nicolás con diecinueve compañeros debido al gran frío, quiso comer carne desfiando la tradición catalana que dice que la víspera de Navidad se ayuna y no se come nada hasta la noche, y que entonces vio "un hombre tan grande, que tocaba el techo con su cabeza" que le pegó un golpe tan fuerte del cual no se recuperó hasta pasado reyes, en la Catedral de Mallorca donde lo llevaron y lo vio Muntaner.